# 岡元夕紀子
岡元 夕紀子（おかもと ゆきこ、1979年5月5日 - ）は、神奈川県秦野市出身の日本の元女優。1995年にデビュー、2006年に引退。当時の所属事務所はTRUE（有限会社メンフィス）。
別名義は岡元夕起子。秦野市立西小学校・秦野市立西中学校・神奈川県立伊志田高等学校・目白学園女子短期大学英文科卒業。血液型はO型。身長165cm。特技はバスケットボール。

## 来歴・人物
中学校在学中にスカウトされ、15歳の時、高校入学と同時にモデルとしてデビュー、雑誌『セブンティーン』などで活躍する。17歳の時、映画『バウンス ko GALS』の主人公の1人を演じ女優デビューし、第19回ヨコハマ映画祭、おおさか映画祭で新人賞を獲得した。『ユダ』、『き・れ・い?』（2004年）、『乱歩地獄』（2005年）ではヌードシーンを演じた。メジャー、インディーズ問わず映画を中心に、多くの作品に出演していた。

## 出演

### 映画
1997年
- バウンス ko GALS（原田眞人監督） - 主演・リサ役

1999年
- ダンジェ Danger de mort（福岡芳穂監督） - 島村ツユコ役

2000年
- アナザヘヴン（飯田譲治監督） - 柏木千鶴役
- 世にも奇妙な物語 映画の特別編（星護監督） - 「チェス」加藤クミ役
- トワイライトシンドローム〜卒業〜（舞原賢三監督） - 安堂麻沙役

2002年
- Returner リターナー（山崎貴監督） - 八木役

2003年
- ROUTE58（倉持健一監督） - 実和子役
- こぼれる月（坂牧良太監督） - 千鶴役
- 帰ってきた! 刑事まつり（オムニバス） - 是枝裕和監督「はぐれちゃった刑事」主演
- プレイガール（梶間俊一監督） - 神津由美子役
- ROUTE58 ver.zero（倉持健一監督） - 実和子役
- エイプリルフール（堀江慶監督、短編、『ニュー・ジェネレーション堀江慶短編集』の1本） - 主演
- Seventh Anniversary（行定勲監督） - ルルの友人役
- 監督感染（オムニバス）- 榊英雄監督「終着駅の次の駅」 - 実和役
- SPIRIT（大江利哉監督） - ユリ役
- ジャンプ（竹下昌男監督）
- 終着駅の次の駅（監督感染-Director Infection-）（榊英雄監督、短編） - 実和役

2004年
- 問題のない私たち（森岡利行監督）
- 世界の中心で、愛をさけぶ（行定勲監督） - 1シーンのみ
- 誰も知らない（是枝裕和監督） - 大家の妻・吉永江理子役
- ユダ（瀬々敬久監督、映画番長シリーズ2・エロス番長シリーズ） - 主演・中村美智役
- き・れ・い?（松村克弥監督） - 主演・野口庸子役
- ガチャポン（内田英治監督） - 高瀬春奈役
- 2番目の彼女（大森美香監督） - 武田有希子役

2005年
- @ベイビーメール（中村義洋監督） - 高田朱美役
- 乱歩地獄（オムニバス） - 佐藤寿保監督「芋虫」主演・須永中尉の妻役
- しあわせなら手をたたこう（内田英治監督） - 安西千絵役

### ウェブシネマ
2004年
- 電脳刑事まつり（オムニバス） - 篠崎誠監督「霊感のない刑事」

### テレビドラマ
1996年
- イタズラなKiss（10月-12月、テレビ朝日系） - F組の生徒役

1998年
- 少年サスペンス 第3話「女子高生秘湯の謎！」（4月-9月、テレビ朝日系） - 主演

1999年
- タオの風〜今、甦える土と水の記憶（7月、石川テレビ放送）
- サイコメトラーEIJI2（10月-12月、日本テレビ系） - 百瀬ジュン役

2000年
- アナザヘヴン〜eclipse〜（4月-6月、テレビ朝日系） - 柏木千鶴、山辺綾子役

2001年
- 世にも奇妙な物語〜春の特別編〜（4月、フジテレビ系） - ストーリーテラー
- 西村京太郎サスペンス 天使の傷痕（7月、BSジャパン・テレビ東京系） - 片岡有木子役
- マリア 第9話（7月-9月、TBS系） - 森田由樹役
- 稲川淳二の恐怖物語5（7月、読売テレビ）
- Hammerhead（8月、BS-i） - 五十嵐香乃役
- zap Entertainment!2（12月、WOWOW） -「へもブラック」乾ひふみ役

2002年
- 世にも奇妙な物語〜春の特別編〜（3月、フジテレビ系） - 「トカゲのしっぽ」美奈子役

2003年
- ノースポイント 第6回「ファームサイドソング」（1月-3月、UHB） - 西沢翔子役
- 西村京太郎トラベルミステリー39 高山本線殺人事件（3月、テレビ朝日系） - 藤代みゆき役
- 恋する日曜日・ファーストシリーズ 第12話「Flame」（4月-9月、BS-i） - 高石洋子役
- 怪談新耳袋・第2シリーズ 第14話「現場調書」（8月、BS-i）

2004年
- 警視庁心理分析捜査官・崎山知子2（6月、BSジャパン・テレビ東京系・女と愛とミステリー） - 田中エミ
- 虹のかなた（8月-10月、毎日放送・ドラマ30） - 第20話より遠藤奈緒子役
- ケータイ刑事 銭形零・1stシリーズ 第6話「百年に一度の瞬間移動〜ハロウィンの動く城殺人事件〜」（10月-12月、BS-i） - 桑原陽子役

2005年
- 恋する日曜日・2ndシリーズ 第1・2話「終わらない歌」（4月-9月、BS-i） - 堂崎由美役
- 劇団演技者。「ロンリー・マイルーム」（11月、フジテレビ）

2006年
- 生物彗星WoO 第3話（4月-8月、NHK・BShi）

### その他テレビ番組
- TK MUSIC CLAMP（1995年、フジテレビ）
- 世界ウルルン滞在記（2001年7月8日・2004年2月29日、毎日放送）
- LOVE BLIND（2005年、フジテレビ） - ナビゲーター

### CM
- JR「青春18きっぷ」
- NTTコミュニケーションズ「OCNテレチョイス」
- 松下電器「ワインセラー」
- ソニー「MD」
- 東京メガネ
- ペプシコーラ「サンタフェ」（1995年）
- ワーナーランバード「クロレッツ」（2001年）
- フジテレビ「きっかけはフジテレビ」（2002年）
- NTT東日本「Bフレッツ」（2003年）

### 舞台
2002年
- 劇団たいしゅう小説家「笑説・6人の怒れる優しいヒト々」（8月31日-9月1日）